# جوزيه دي سوزا كامبوس
جوزيه دي سوزا كامبوس هو سياسي برازيلي، ولد في 1797، وتوفي في 1858.